# Oregon Route 42
Az Oregon Route 42 (OR-42) egy  oregoni állami országút, amely kelet–nyugati irányban a 101-es szövetségi országút Coos golfklubbal szemben elhelyezkedő lehajtója és az Interstate 5 greeni csomópontja között halad.
A szakasz Coos Bay–Roseburg Highway No. 35 néven is ismert.

## Leírás
A nyomvonal a US 101 Coos golfklubbal szemközti csomópontjánál kezdődik déli irányban. Coquille-be érve az út délkeletre fordul, majd az OR 42S elkerülő kereszteződéséhez érkezik. A szakasz Norwayen és Myrtle Pointon áthaladva az Oregon Route 542 powersi csomópontjához érkezik, majd keletre halad tovább. Bridge és Remote közösségek után a pálya Camas Valley irányába északkelet felé kanyarodik. Tenmile-t és Brockwayt keresztezve Winstonnál a 99-es úttal közös szakasz következik, majd az útvonal Greenben, az Interstate 5 csomópontjánál ér véget.
Az OR 42 a nagyobb repülőtereket, kikötőket, csővezetékek végpontjait, közlekedési csomópontokat és hasonló helyszíneket összekötő utakat listázó Nemzeti Autópálya-hálózat (National Highway System) része, egyben a tehergépjárművek számára kijelölt tranzitútvonal is.

### Oregon Route 42S
A 27,26 kilométer hosszú Oregon Route 42S (más néven Coquolle–Bandon Highway No. 244) a US 101 eredeti útvonala volt, majd később, a szövetségi út óceánhoz közelebbi szakaszának elkészültekor kapta mai jelzését. A szakaszt főképp az I-5 felől az óceánparthoz igyekvők használják.

### A 2015-ös földcsuszamlás
A 2015. december 23-i földcsuszamlás Coos és Douglas megyék határának közelében egy nyolc kilométeres szakaszt járhatatlanná tett, mivel az út építésekor a pálya feletti területen tarvágást végeztek. A helyreállításra 11 millió dollárt különítettek el, amely magában foglalja a nevezett szakasz kiegyenesítését is.

## Fordítás
- Ez a szakasz részben vagy egészben  az   Oregon Route 42 című angol Wikipédia-szócikk Spur Route című fejezete ezen változatának fordításán alapul.  Az eredeti cikk szerkesztőit annak laptörténete sorolja fel. Ez a jelzés csupán a megfogalmazás eredetét és a szerzői jogokat jelzi, nem szolgál a cikkben szereplő információk forrásmegjelöléseként.